# Maria Pia d'Itàlia (princesa de Iugoslàvia)
Maria Pia d'Itàlia, princesa de Iugoslàvia (Nàpols 1934). Princesa d'Itàlia amb el tractament d'altesa reial que a través del seu matrimoni amb el príncep Alexandre de Iugoslàvia esdevingué princesa de Iugoslàvia.
Nascuda a Nàpols el dia 24 de setembre de 1934 essent filla del rei Humbert II d'Itàlia i de la princesa Maria Josep de Bèlgica. Maria Pia era neta per via paterna del rei Víctor Manuel III d'Itàlia i de la princesa Helena de Montenegro i per via materna del rei Albert I de Bèlgica i de la duquessa Elisabet de Baviera.
Maria Pia nasqué com a filla primogènita dels príncep hereus d'Itàlia. Es casà a Cascais, Portugal, el dia 12 de febrer de 1955 amb el príncep Alexandre de Iugoslàvia, fill del príncep Pau de Iugoslàvia i de la princesa Olga de Grècia. La parella tingué quatre fills:
- SAR el príncep Dimitri de Iugoslàvia, nat a Boulogne-sur-Seine el 1958.

- SAR el príncep Miquel de Iugoslàvia, nat a Boulogne-sur-Seine el 1958.

- SAR el príncep Sergi de Iugoslàvia, nat a Boulogne-sur-Seine el 1963. Casat el 1985 amb l'aristòcrata Sofia de Toledo de qui es divorcià el 1986 per casar-se el 2004 amb Eleanore Rajneri.

- SAR la princesa Helena de Iugoslàvia, nada a Boulogne-sur-Seine el 1963. Casada el 1988 amb Thierry Alexandre Gaubert.

Maria Pia es divorcià d'Alexandre el 1967 i s'instal·là al costat del seu pare a Vil·la Savoia d'Estoril. Posteriorment es casà a Manalapan, a l'estat estatunidenc de Florida amb el príncep Miquel de Borbó-Parma.
Maria Pia i els seus germans hagueren de suportar des de molt petits contínues discussions entre els seus pares que generaren en una separació de fet des de l'any 1947. Maria Pia i els seus germans s'han disputat l'herència familiar generant d'aquesta forma fortes discussions, a vegades públiques, pel patrimoni de la Casa dels Savoia.
Malgrat que Maria Pia assistí al casament religiós del seu nebot, el príncep Manuel Filibert d'Itàlia amb Clotilde Courau el 2003 a Roma, les relacions amb el seu germà, el príncep Víctor Manuel d'Itàlia són nul·les, essent Maria Pia una de les principals crítiques de la gestió del seu germà al capdavant de la Casa de Savoia.